# Biološka uporabnost
Biološka uporabnost ali biološka razpoložljivost  (tudi biorazpoložljivost) je farmakološko merilo deleža neke snovi, ki je v nespremenjeni obliki razpoložljiv v sistemskem krvnem obtoku. Običajno se izraz nanaša na količino resorbirane učinkovine, ki je dejansko na razpolago v tarčnem tkivu. Tako je biološka uporabnost ena izmed poglavitnih farmakokinetičnih lastnosti zdravila.
Pri zdravilih govorimo pri intravenski aplikaciji o 100-odstotni biološki uporabnosti. Pri drugih vrstah aplikacije (npr. peroralni oziroma preko ust) določimo absolutno biološko uporabnost z ozirom na intravenskim dajanjem zdravila. Biološka uporabnost zdravil, ki jih ne damo intravensko, je manjša od 100 odstotkov. Izračunamo jo tako, da primerjamo plazemsko koncentracijo učinkovine pri neintravenskem ([AUC]po) in pri intravenskem dajanju zdravila ([AUC]iv), upoštevajoč začetne odmerke dane učinkovine:
{\displaystyle F={\frac {[AUC]_{\hbox{po}}\cdot {\hbox{odmerek}}_{\hbox{iv}}}{[AUC]_{\hbox{iv}}\cdot {\hbox{odmerek}}_{\hbox{po}}}}}
Relativna biološka uporabnost primerja med seboj različne farmacevtske oblike (na primer plazemsko koncentracijo učinkovine iz tablete napram plazemski koncentraciji učinkovine iz raztopine).
Zdravilo, ki ga ne damo v veno (intravensko), ima navadno biološko uporabnost manjšo od 1. Različni fiziološki dejavniki znižajo količino razpoložljive učinkovine v sistemskem krvnem obtoku. Takšni dejavniki so:
- slaba absorpcija iz prebavnega trakta,
- razgradnja ali presnova učinkovine med absorpcijo,
- učinek prvega prehoda.